# Teodosio VI
Teodosio VI (nato Spiridon Abou Rjeily; Monte Libano, 1885 – Beirut, 19 settembre 1970) è stato il Patriarca della Chiesa greco-ortodossa di Antiochia e di tutto l'Oriente, in carica dal 1958 al 1970.

## Biografia
Nativo di Karssoun, una località del Monte Libano, la famiglia con due sorelle e tre fratelli, si trasferì nel quartiere di Achrafieh, nella parte orientale di Beiut, dove spiridon ebbe la sua prima formazione. Dopo aver frequentato l'Ecole des Trois Docteur nella capitale, proseguì gli studi alla scola Kasibiya di Damasco, in Siria, e, successivamente, alla scuola teologica ospitata nel Monastero di Nostra Signora di Balamand a Tripoli, nel nord del Libano.
Ordinato suddiacono nel 1906 dal Patriarca Gregorio IV di Antiochia, due anni più tardi fu assegnato all'arcidiocesi di Diyar Bak, a nord dell'Iraq, per apprendere il turco. Nel 1912 si recò a Costantinopoli per apprendere la lingua greca, oltre a dover conseguire una conoscenza fluente della lingua francese e araba ed una conoscenza pratica dell'inglese e del russo.

Nel 1914, Teodosio fu nominato mediatore tra il patriarcato antiocheno e il governo turco, al servizio delle comunità cristiane ortodosse della Siria e del Libano. L'anno successivo fu ordinato sacerdote e il Patriarca Gregorio IV lo elevò alla dignità di archimandrita. Teodosio divenne un suo stretto collaboratore, noto con il soprannome di "Traduttore".
Nel 1923 fu eletto Arcivescovo Metropolita di Tiro e Sidone, nel Libano meridionale, carica che occupò per 25 anni. Nel 1935, Metr. Teodosio guidò l'elezione di un nuovo arcivescovo per gli ortodossi siriani nel Nord America che portò alla consacrazione di Antony Bashi. tredici anni più tardi, il Santo Sinodo dei vescovi lo elesse Arcivescovo Metropolita di Tripoli.
Alla morte del Patriarca Alessandro III di Antiochia il 17 giugno 1958, assunse l'incarico di facente funzioni (locus tenens) e il 14 novembre fu eletto suo successore, col nome di Teodosio VI.
Si spense il 19 settembre 1970 nell'Ospedale di San Giorgio ad Ashrafieh, vicino a Beirut.